# Sant'Anna (Sesto Calende)
Sant'Anna (Sant'Ana in dialetto varesotto) è una località del Comune di Sesto Calende, in provincia di Varese.

## Geografia
La località si trova sul lato est del Lago Maggiore, tra la località di Lisanza e Sesto Calende.
Vi è situato il Parco Europa, all'interno del quale è collocato l'idroscalo Sant'Anna.

## Storia
II nucleo dell’insediamento di Sant'Anna è oggi costituito dalle permanenze del villaggio industriale, divenuto conosciuto grazie alla prima vetreria dell’imprenditore milanese G.B. Rossini. Il villaggio industriale costituito dalla villa del proprietario, gli uffici, le case per gli operai, l’osteria e da una piacevole chiesetta dedicata a Sant'Anna, tuttora adibita al culto, veniva considerato un grande sito di commercio.

## Monumenti e luoghi d'interesse

### Chiesa di Sant'Anna
I lavori per la costruzione della chiesa furono eseguiti per la volontà dell'imprenditore Rossini; alcuni fabbricati che mantengono i caratteri ottocenteschi sono tuttora visibili e visitabili. La chiesa di Sant'Anna venne segnalata in catasto nel 1856, a quel tempo era un oratorio privato, aperto al culto pubblico, donato in seguito alla comunità. La chiesa è stata successivamente ampliata e dotata di un campanile dalla famiglia Bertoluzzi come ricordato da un’incisione sul lato. Un intervento di restauro è stato eseguito nel 1997. L’edificio ha un’unica navata, con volta a botte, abside semicircolare, e due cappelle laterali.

### Idroscalo Sant'Anna
Nella frazione è situato l'idroscalo della Società Idrovolanti Alta Italia (S.I.A.I.), fondata nel 1915, dove avevano sede gli stabilimenti. Nel maggio 2002 l'area dismessa ormai da tempo è stata riconvertita a parco pubblico, abbattendo alcune strutture fatiscenti e mantenendone altre a testimonianza dell'idroscalo.